# درماندک
درماندک، روستایی است از توابع بخش کوهسار و در شهرستان سلماس استان آذربایجان غربی ایران.

## جمعیت
این روستا در دهستان چهریق قرار داشته و بر اساس سرشماری سال ۱۳۸۵ جمعیت آن ۱۰۳نفر (۱۶ خانوار) 
بوده است.